# Bob Stouthuysen
Robert (Bob) Franciscus Celeste, baron Stouthuysen (Diest, 10 maart 1929 – Turnhout, 6 juli 2025) was een Belgische bestuurder.
Stouthuysen overleed op 96-jarige leeftijd.

## Levensloop
Hij studeerde rechten en bedrijfsbeheer aan de Katholieke Universiteit Leuven (KULeuven). Vervolgens ging hij aan de slag als onderzoeker bij KULeuven, waar hij tot 1958 actief was binnen de Studiegroep voor Productiviteitsonderzoek. Vanaf 1957 parttime (1 jaar) en fulltime in 1958 werd hij Directeur Personeel en Organisatie bij Janssen Pharmaceutica-Beerse. In 1961 werd het bedrijf overgenomen door Johnson & Johnson (USA). Stouthuysen werd dan bedrijfsdirecteur en in 1971 bestuurder. Tot 1991 leidde hij samen met Dr. Paul Janssen het bedrijf, dat uitgroeide tot een wereldspeler op het vlak van geneesmiddelen. In 1991 werd hij er voorzitter van de raad van bestuur in opvolging van Luc Wauters, een functie die hij tot 2004 uitoefende. Ajit Shetty volgde hem op als voorzitter.
Daarnaast was Stouthuysen van 1976 tot 1981 voorzitter van het Vlaams Economisch Verbond (VEV - het latere VOKA). Zijn laatste programmarede als voorzitter ging over de opkomende kenniseconomie (hij was de eerste in Vlaanderen). Als VEV-voorzitter had hij een grote invloed op het Derde Industriële Revolutie in Vlaanderen (DIRV, 1981) van de Vlaamse regering Geens I.
In 1984 lanceerde Stouthuysen een nieuw type streekbeleid gebaseerd op de methode en techniek van de strategische planning, zoals toegepast door grote ondernemingen. Zo ontstond onder zijn impuls het Strategisch Plan Kempen (SPK) en het Strategisch Plan Limburg (SPL). Tevens was hij de initiatiefnemer van het in vele landen overgenomen Plato-project, waarbij kaderleden van grote bedrijven kleine, opkomende, beloftevolle bedrijfjes ondersteunen en begeleiden in hun ontwikkeling. Deze Plato-projecten worden geanimeerd door de Kamers van Koophandel in Vlaanderen en vieren in 2020 hun 30-jarige werking. In 1992 organiseerde Stouthuysen samen met Innotek-Geel een studiedag over telewerken, zonder succes. De doorbraak van telewerken/thuiswerken kwam er dertig jaar later tijdens de coronacrisis begin 2020.
Een ander werkgebied was KULeuven. In 1988 werd Stouthuysen er bestuurder, werd lid van het Strategisch Comité, en richtte samen met ererector Roger Dillemans de Senaat KULeuven op, een Raad der Wijzen, waar hij ondervoorzitter van was.
Stouthuysen was ook actief in het ziekenhuiswezen. In 1988 werd hij voorzitter van het Universitair Ziekenhuis (Gasthuisberg) Leuven. Hij was tevens bestuurder van de KU Leuven. In 1992 werd hij voorzitter van het verzelfstandigd Openbaar Psychiatrisch Ziekenhuis (OPZ) Geel, een functie die hij meer dan 17 jaar uitoefende. Begin 2002 werd hij lid van het bestuur van het St. Elisabeth Ziekenhuis Turnhout en raadgever van het fusieziekenhuis, AZ Turnhout.
In 1993 werd hij voorzitter van de NV De Vlijt (uitgever o.a. Gazet van Antwerpen). In deze hoedanigheid gaf hij opdracht tot een herstructurering en leidde de fusie met Concentra (uitgever o.a. Het Belang van Limburg). Uit deze fusie ontstond de Regionale Uitgeversgroep, waarvan hij voorzitter bleef tot zijn zeventigste (1999).
Ook werd Stouthuysen in 1992 gevraagd voorzitter te worden van het Koninklijk Filharmonisch Orkest van Vlaanderen (de huidige naam is Antwerp Symphony Orchestra), gevestigd in de Koningin Elisabethzaal te Antwerpen. In 2000 nam hij afscheid als voorzitter en volgde Johan De Muynck hem op.
In 1989 werd hij door koning Boudewijn I benoemd tot ridder. In 1999 verkreeg hij van koning Albert II de titel van baron. Tevens is hij ridder in de Leopoldsorde en commandeur in de Kroonorde en verkreeg hij in 1999 van paus Johannes Paulus II de Orde van Sint-Gregorius de Grote.
Tussendoor schreef hij in de periode 1985-2000 heel wat columns in De Standaard en in het weekblad Tertio.
In 2002 richtte Stouthuysen 'De Reflectiegroep Kempen' op met het oog op de bevordering van de samenwerking tussen de Kempense actoren ter ontwikkeling van de Kempen.

## Voorloper digitaal hoger onderwijs
Robert baron Stouthuysen was vooral sinds 2015 de enige actieve promotor van het digitaal (afstands of online) hoger onderwijs in Vlaanderen. De Vlaamse universiteiten verzetten zich aanvankelijk tegen deze didactische werkvorm en hielden vast aan het klassieke hoorcollege. Onder druk van het COVID-19 virus werden bijna alle universiteiten en hogescholen verplicht, onvoorbereid, over te schakelen naar het online onderwijs.
Stouthuysen was voorstander van een gemengde leervorm: een combinatie van contactonderwijs en online-leren. Deze leervorm geeft aan studenten een actieve rol. De cursussen, verrijkt met kennisclips, digitaal illustratiemateriaal, videoclips, enz. staan online en worden op voorhand doorgenomen door de studenten, naar keuze thuis of elders. Om de twee, drie of vier weken voor 1 of 2 dagen komen de studenten naar de campus van de universiteit of hogeschool om tijdens deze contactmomenten in te zetten op discussie, verduidelijking onder leiding van de prof en op toepassings- en verwerkingsopdrachten, eventueel in kleine groepjes geassisteerd door assistenten en zelfs laatstejaarsstudenten. Zij krijgen punten voor hun deelneming aan deze activiteiten. De contactmomenten bevorderen taalvaardigheid, kritisch denken, communicatieve en sociale vaardigheden en attitudes.
Deze digitale leervorm heeft vele voordelen. Stouthuysen vermeldt er vooral drie: ten eerste de verdere democratisering van het hoger onderwijs. Zij wordt toegankelijk voor niet-bemiddelden, voor studenten die een job combineren met studie, voor zij-instromers, doven, avondmensen, enz. Ten tweede maakt ze het levenslang leren mogelijk en ten derde faciliteert ze het duaal leren.
Kortom, doelgerichte inzet van digitale technologie is een hefboom om het toekomstgericht onderwijsproject flexibel en eigentijds invulling te geven.

## Boeken over de Kempen
Robert baron Stouthuysen schonk in februari een exemplaar van zijn boeken over de Kempen aan de Taxandriakring en alzo aan de wetenschappelijke bibliotheek Taxandria. Hieronder een overzicht van de publicaties die hij in de voorbije jaren schreef. Al deze sociaaleconomische werken zijn intussen uitgeput.
- Robert Stouthuysen, 'Samen de toekomst van de Kempen creëren', uitgave Stichting voor de Kempen, Turnhout, 2006.
- Robert Stouthuysen, 'Voor betere samenwerking tussen het nijverheidsonderwijs en de bedrijven in de Kempen', uitgave Reflectiegroep der Kempen, Turnhout, 2006.
- Robert Stouthuysen, 'Het Kempens Manifest. Een strategie voor economische ontwikkeling', uitgave Reflectiegroep der Kempen, Turnhout, 2007.
- Robert Stouthuysen, 'Technologietransfert op maat van de KMO in de Kempen', uitgave Reflectiegroep der Kempen, Turnhout, 2009.
- Robert Stouthuysen, 'Meer focus op kennistoepassing door KMO's - Proefproject', uitgave Reflectiegroep der Kempen, Turnhout, 2008
- Robert Stouthuysen, 'Bevordering van ondernemerschap in de Kempen, De Kempen als ondernemende regio', uitgave Reflectiegroep der Kempen, Turnhout, 2007.
- Robert Stouthuysen, Paul Lewi, Bob Marsboom e.a., 'Omtrent Paul Janssen: een portret in woorden', uitgave Janssen Pharmaceutica, Beerse, 2004.
- (meerdere auteurs), 'Omtrent Robert Stouthuysen: verandering was mijn leven en mijn leven was verandering', uitgave Janssen Pharmaceutica, Beerse 2004.

## Andere publicaties
- 'Erasmus Lof der Zotheid', vertaling Robert Stouthuysen 2016, Joos Connect
- 'Bedrijfsvergelijkend Productiviteitsonderzoek in het Grafisch Bedrijf', Robert Stouthuysen, 1958
- 'Hoe de productiviteit in mijn bedrijf meten?', Robert Stouthuysen, 1959 (vertaald in het Frans en het Spaans)
- 'Euro-management agenda', Robert Stouthuysen, 1987-1996
- 'Drietalig VIP Management Lexicon', Robert Stouthuysen, 1991
- 'O God! Waar is mijn kot', Robert Stouthuysen en Ludo Meyvis, 1998
- 'De ballade van Arie Hop en andere lichte verzen', Robert Stouthuysen en Ludo Meyvis, 2000